# Petit pain roulé
Les petits pains roulés, ou roulés (sweet roll en anglais) sont divers petits pains sucrés à pâte levée cuits roulés sur eux-mêmes, pour être consommés principalement au petit déjeuner ou en desserts. Ils peuvent être garnis d'épices, de noix, de fruits confits  ou recouverts de glaçage. Par rapport à la pâte à pain ordinaire, cette pâte levée sucrée contient généralement des quantités plus grandes de sucre, de graisse, d'œufs et de levure. Ils sont souvent ronds et de la taille d'une portion pour une personne. Ils diffèrent des pâtisseries fabriquées à partir d’une pâte à gâteau généralement sans levure de boulanger et avec de la levure chimique ou des beignets, qui sont frits. 
La pâte à rouler réfrigérée et prête à cuire est disponible dans le commerce dans les épiceries aux États-Unis.

Les petits pains sucrés sont parfois glacés ou enrichis d'une garniture sucrée,. Dans certaines traditions, d'autres types de garnitures et de décoration sont utilisés, comme la cannelle, le massepain ou les fruits confits.

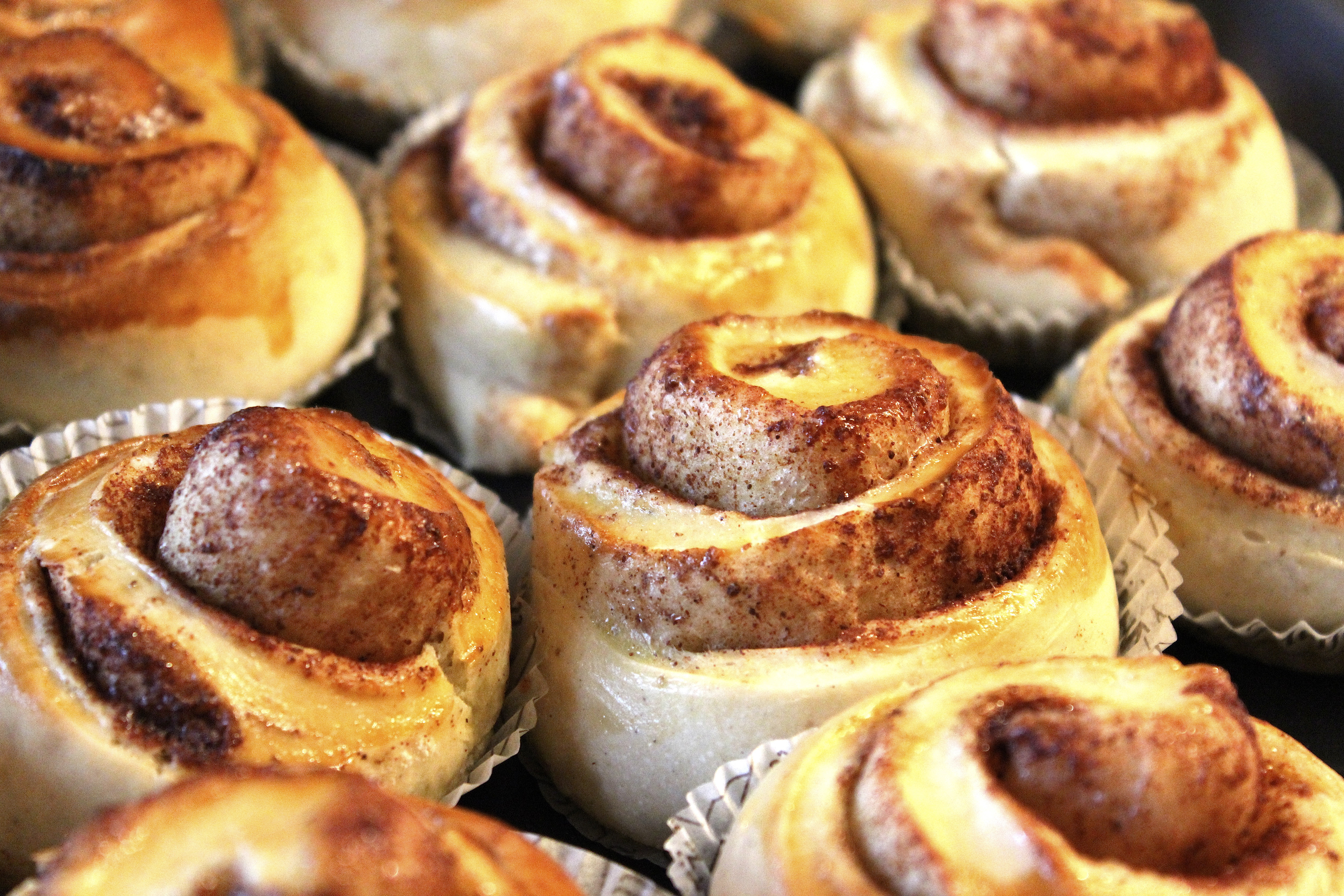
Roulés suédois à la cannelle
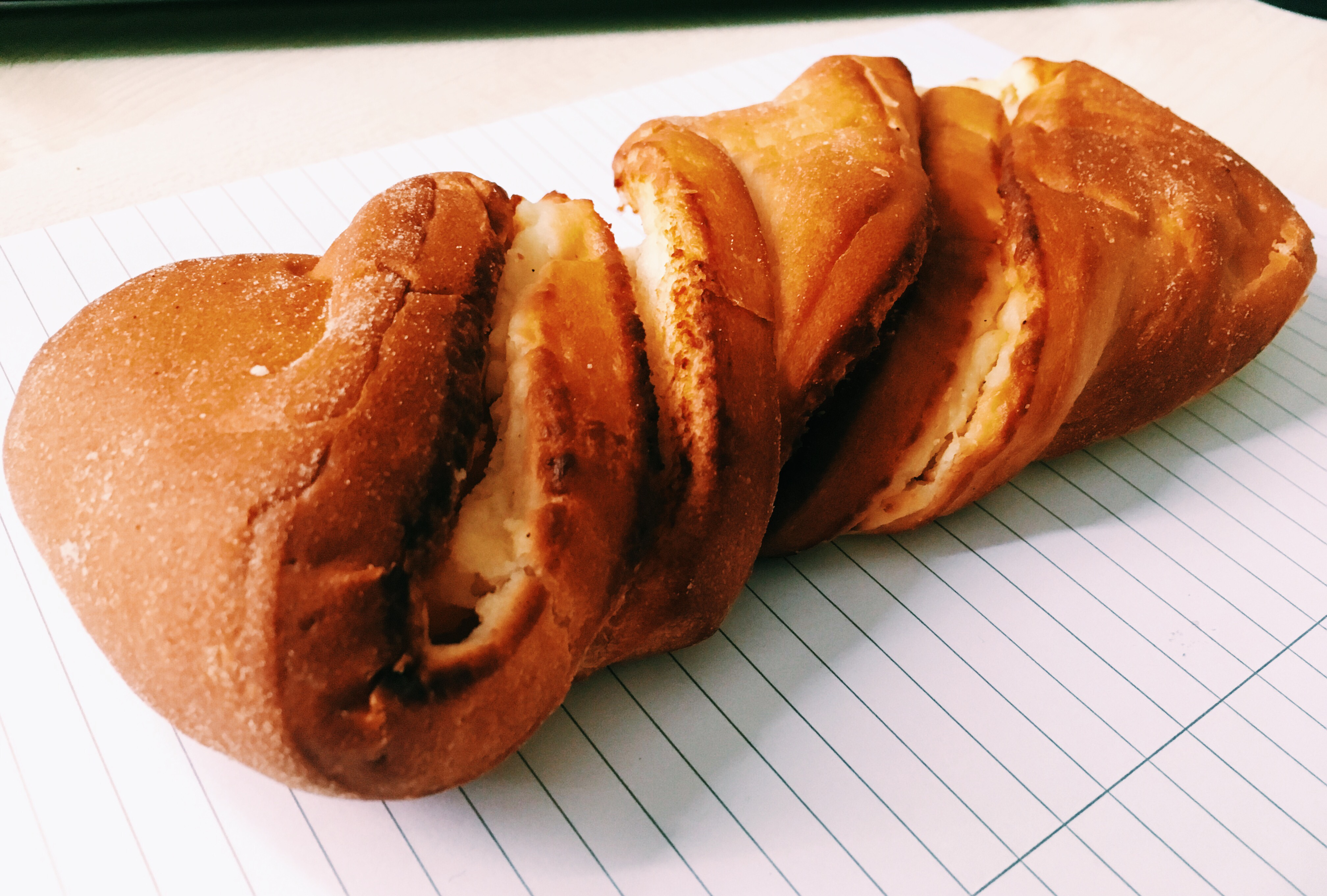
Drożdżówka polonais